# Cedric Itten
Cedric Itten (* 27. Dezember 1996 in Basel) ist ein Schweizer Fussballspieler, der bei Fortuna Düsseldorf unter Vertrag steht.

## Karriere

### Vereine
Itten begann mit dem Fussballspiel beim FC Black Stars Basel und wechselte ein Jahr später zu den Old Boys Basel. 2007 wechselte er zu den Junioren des FC Basel. Er unterschrieb seinen ersten Profi-Vertrag am 21. August 2015. Sein Debüt in der Super League gab er am 21. Februar 2016 beim 5:1-Heimsieg im St. Jakob-Park gegen Vaduz. Unter Trainer Urs Fischer gewann Itten am Ende der Saison 2015/16 den Meistertitel mit dem FCB. Für den Club war es der siebte Titel in Serie und insgesamt der 19. Titel der Vereinsgeschichte.
Im Juni 2016 wurde Itten für ein Jahr bis zum 30. Juni 2017 an den FC Luzern ausgeliehen. Sein erstes Tor für Luzern schoss er beim 3:1-Auswärtssieg am 10. August 2016 gegen den FC Vaduz per Kopf zum Endstand.
Nachdem Itten bereits für die Rückrunde der Saison 2017/18 an den FC St. Gallen ausgeliehen worden war, sicherten sich die Ostschweizer zur neuen Saison seine Dienste definitiv und verpflichteten ihn für drei Jahre bis Sommer 2021.
Im Spiel am 23. September 2018 gegen den FC Lugano verletzte sich Itten nach einem groben Foul von Fabio Daprelà schwer; er zog sich einen Kreuz- und Innenbandriss im rechten Knie zu und fiel für den Rest der Saison, 8 Monate, aus.
Nach seiner Rückkehr zu Beginn der Saison 2019/20 am 20. Juli 2019 bei der 0:2-Heimniederlage gegen den FC Luzern hatte er wieder seinen Stammplatz und überzeugte im Trikot von St. Gallen. In dieser Saison schoss er 19 Tore in 34 Spielen, womit er Vize-Torschützenkönig der Liga wurde.
Am 4. August 2020 folgte sein erster Wechsel ins Ausland. Itten wechselte zu den Glasgow Rangers in die Scottish Premiership. Sein Debüt für die Rangers gab er am 8. August 2020 gegen den FC St. Mirren (3:0), als er für Alfredo Morelos in der 75. Minute eingewechselt wurde. Am Saisonende wurde er mit der Mannschaft schottischer Meister. Zu Beginn der folgenden Saison wurde er am 31. August 2021 nach Deutschland an den Bundesliga-Aufsteiger SpVgg Greuther Fürth verliehen. Am 12. Januar 2022 zogen die Glasgow Rangers eine Rückkaufoption, und Itten verliess den Verein nach 12 Spielen wieder. Mit den Rangers gewann er am Saisonende noch den schottischen Fussballcup.
Im Sommer 2022 wechselte Itten zurück in die Schweiz zum BSC Young Boys. Mit der Mannschaft konnte er am Saisonende sowohl die Meisterschaft als auch den Schweizer Cup gewinnen, wobei er mit 19 Toren in 31 Einsätzen hinter seinem Sturmpartner Jean-Pierre Nsame Vize-Torschützenkönig der Liga wurde.
Im Juli 2025 wechselte er zu Fortuna Düsseldorf.

### Nationalmannschaften
Itten absolvierte diverse Juniorenländerspiele für die Schweiz, sechs in der Schweizer U-18, sechs in der Schweizer U-19, acht in der Schweizer U-20 und sieben in der Schweizer U-21. Er war auch im Kader der Schweizer U-21-Nationalmannschaft. Am 15. November 2019 gab er im Spiel gegen Georgien sein Debüt in der A-Nationalmannschaft und schoss kurz nach seiner Einwechslung in der 77. Minute das entscheidende 1:0 für die Schweiz. Nur drei Tage später, bei seinem zweiten Einsatz, gelang Itten gegen Gibraltar ein «Doppelpack».

## Titel und Erfolge
FC Basel
- Schweizer Meister: 2016

Glasgow Rangers
- Schottischer Meister: 2021
- Schottischer Cupsieger: 2022

BSC Young Boys
- Schweizer Meister: 2023
- Schweizer Cupsieger: 2023